# James W. Fowler
James William Fowler (* 27. September 1940 in San Fernando, Kalifornien; † 16. Oktober 2015 in Atlanta, Georgia) war ein US-amerikanischer Theologe.

## Leben
James William Fowler war der Sohn eines methodistischen Pastors und Mitglied der Evangelisch-methodistischen Kirche. Er studierte an der Duke University (B.A.) und an der Harvard University (Ph.D.), an der er danach eine Lehrtätigkeit aufnahm.
Er leitete das Center for Research on Faith and Moral Development (Zentrum zur Erforschung der Glaubens- und Moralentwicklung) und das Emory’s Center for Ethics in Public Policy and the Professions (Zentrum für Ethik in öffentlicher Politik und akademischen Berufen) an der Emory University in Atlanta, Georgia. 2005 ging er in den Ruhestand.

## Theorie
Fowler entwickelte in Tradition Jean Piagets und Lawrence Kohlbergs eine Glaubensentwicklungstheorie mit folgenden sechs Stufen. Glaube (faith) ist bei Fowler dabei eine Struktur, die universelle Entwicklungsnormativität, unabhängig von Glaubensinhalten (belief) beansprucht.
Die Altersangaben der sechs Stufen sind nur ein grober Richtwert:
1. Intuitiv-projektiver Glaube. Nachdem sich in den ersten Lebensmonaten das Grundvertrauen des Kindes gebildet hat, entwickelt das Kind im Alter von etwa 2–7 Jahren seine Vorstellungskraft, die Grundlagen für faith werden gelegt.
2. Mythisch-wörtlicher Glaube. Das Kind kann nun auch seinen Glauben beschreiben. Das geschieht vor allem bildhaft. Gott ist z. B. oben, das Böse ist unten. Auch wird Gott oft in anthropomorphen Metaphern z. B. als alter Mann mit Händen oder Füßen beschrieben.
3. Synthetisch-konventioneller Glaube. Diese Stufe beginnt sich im Alter zwischen 12 und 13 Jahren auszubilden, aber auch viele Erwachsene kommen nie über diese Stufe hinaus. Es entwickelt sich langsam eine eigene Glaubensidentität, der Heranwachsende und auch manch ein Erwachsener ist hier sehr von dem Feedback der „significant others“ bzw. seinem sozialen Umfeld abhängig. Der Glaube wird darum „konventionell“ genannt. Die Fragmente werden zusammengesetzt, passen aber oft noch nicht zusammen, daher heißt die Stufe auch „synthetisch“.
4. Individuierend-reflektierender Glaube. Das Individuum beginnt – so Fowler – aus den Konventionen herauszutreten, eigene Positionen auch entgegen seinem Umfeld zu entwickeln und zu behaupten.
5. Verbindender Glaube. Die Mehrschichtigkeit von verschiedenen Glaubensaussagen wird erkannt, es beginnt auch ein Erkennen des eigenen Glaubens aus der Sicht anderer Glaubenstraditionen. In gewisser Weise wird die Relativität des eigenen Glaubens erkannt, auch wenn die eigenen Positionen und der eigene Glauben dadurch nicht aufgegeben werden. Der Glaube gewinnt hierdurch an Weite. Nur wenige Erwachsene erreichen diese Stufe und meist auch erst im höheren Erwachsenenalter.
6. Universeller Glaube. Nur sehr wenige Menschen wie Mahatma Gandhi, Mutter Teresa, Martin Luther King oder Jesus Christus haben diese Stufe erreicht, darum ist sie bei Fowler weniger empirisch belegt, als ein Postulat. Die Person lebt radikal so, als ob das, was Christen das „Himmelreich“ nennen, bereits real wäre. Der Mensch kann sich selbst verleugnen und ganz im Glauben aufgehen. Fowler führt hier hauptsächlich bekannte Personen an, die für ihren Glauben gestorben sind.

## Methode
Fowler benutzte zur Entwicklung seiner Theorie qualitative Leitfadeninterviews. Die Befragten schauten zunächst auf ihr Leben zurück und versuchten selbst, es in Abschnitte zu gliedern. In einem zweiten Teil geht es um lebensgestaltende Erfahrungen, Verluste, Krisen, Leiden, Freuden oder Höhepunkte. In Teil drei seiner Interviews fragte er nach Glaubensinhalten, Werten und Handlungen. Erst im letzten Teil fragte Fowler direkt nach Religion. Insgesamt führte Fowler in seiner durchbrechenden Studie 359 Interviewpersonen an, davon 45 Prozent Protestanten, 36,5 Prozent Katholiken, 11,2 Prozent Juden, 3,6 Prozent Orthodoxe und 3,6 Prozent andere Personen.
Seine Stufen definierte Fowler dadurch, dass er seine Interviewpersonen bestimmten Stufen zuordnete und dabei feststellte, dass höhere Stufen in höherem Alter häufiger belegt sind. Es handelte sich also um Querschnittsstudien, nicht um die längerfristige Beobachtung einzelner Personen.

## Kritik
Fowlers Theorie der Glaubensentwicklung wird gerade auf höheren Stufen methodische Schwächen vorgeworfen. Insbesondere für seine letzten Stufen kann Fowler nur wenige Befunde und Interviews vorweisen und greift zur Beschreibung stattdessen auf Personen wie Gandhi oder Jesus zurück. Für Stufe 6 führt Fowler gerade einmal eine Interviewperson an, für Stufe 5 sind es 25. Ein weiterer Kritikpunkt ist methodischer Art. Fowler verwendet Querschnittsstudien und nicht Längsschnittstudien, das heißt er berechnet die Häufigkeiten von Stufen in bestimmten Altersschichten. Paradoxerweise ist im frühen Erwachsenenalter Stufe 2 verschwunden, taucht aber bei älteren Personen wieder auf. Stufentheoretisch wäre eine Rückwärtsentwicklung nicht möglich, die empirischen Ergebnisse scheinen aber genau das zu implizieren.
Auch bedient er sich bei der Beschreibung dieser Stufen einer judeo-christlichen Terminologie, obwohl seine Stufenbeschreibungen gerade nicht auf diese Religionen beschränkt sein wollen. Als problematisch wird hier auch das Sample angesehen, das vor allem aus Gläubigen judeo-christlicher Religionen zusammengesetzt wurde. Zu der Frage, ob die Stufenweiterentwicklung gefördert werden sollte, äußert sich Fowler verschieden.
Des Weiteren wurde Kritik an Fowlers faith-Begriff geübt. Zum einen ist der Begriff bei ihm sozialwissenschaftlich und nicht theologisch definiert. Zum anderen wurde gefragt, ob Form und Inhalt überhaupt voneinander getrennt und voneinander losgelöst betrachtet werden können, wie dies von Fowler behauptet wird. Außerdem richtet sich die Kritik gegen das scheinbar intellektualistische Ideal seiner Theorie.

## Werke
- Faith development and pastoral care; dt.: Glaubensentwicklung: Perspektiven für Seelsorge und kirchliche Bildungsarbeit; München: Kaiser, 1989; ISBN 3-459-01797-X
- Stages of faith. The psychology of human development; dt.: Stufen des Glaubens: die Psychologie der menschlichen Entwicklung und die Suche nach Sinn; Gütersloh: Gütersloher Verlagshaus Mohn, 1991; ISBN 3-579-01750-0 (Ausg. 2000: ISBN 3-579-05176-8)
- Religious congregations: varieties of presence in stages of faith; in: Jeff Astley (Hrsg.): Christian perspectives on faith development; Grand Rapids 1992; S. 370–383